# Aristide Ratti
Aristide Ratti (né le 7 juin 1982 à Lecco), est un coureur cycliste italien.

## Palmarès
- 2000
  - Trophée de la ville de Loano
- 2002
  - Mémorial Enrico Panicali
  - 3e de la Coppa d'Inverno
- 2003
  - Giro del Casentino
  - Trofeo Comune di Acquanegra sul Chiese
  - Coppa d'Inverno
  - 2e du championnat d'Italie sur route espoirs
  - 3e de la Freccia dei Vini
- 2004
  - Giro della Valsesia
  - Trofeo Gavardo Tecmor
  - Coppa d'Inverno
  - 2e de la Coppa Belricetto
  - 2e du Trophée de la ville de Brescia
- 2005
  - Mémorial Angelo Fumagalli
  - Trofeo Holcim
  - 3e du Trophée Matteotti espoirs
  - 3e de la Coppa Colli Briantei Internazionale
- 2006
  - Trofeo Petroli Firenze
- 2007
  - Grand Prix Colli Rovescalesi
  - Gran Premio Sportivi di Podenzano
  - 2e du Circuito Molinese
  - 3e du Lombardia Tour

## Classements mondiaux
| Année           | 2005 | 2006 | 2007 | 2008  | 2009 | 2010 | 2011 | 2012 |
| --------------- | ---- | ---- | ---- | ----- | ---- | ---- | ---- | ---- |
| UCI Europe Tour | 431e |      |      | 1139e |      | 615e |      | 930e |